# Амазено
Амазено (італ. Amaseno) — муніципалітет в Італії, у регіоні Лаціо,  провінція Фрозіноне.
Амазено знаходиться на відстані близько 85 км на південний схід від Рима, 19 км на південь від Фрозіноне.
Населення — 4380 осіб (2014).
Щорічний фестиваль відбувається 10 серпня. Покровитель — святий мученик Лаврентій.

## Демографія
Населення за роками:

Станом на 1 січня 2023 року в муніципалітеті офіційно проживали 294 іноземці з 15 країн, серед них 28 громадян країн Євросоюзу.

## Сусідні муніципалітети
- Кастро-дей-Вольші
- Монте-Сан-Б'яджо
- Просседі
- Рокказекка-дей-Вольші
- Сонніно
- Валлекорса
- Вілла-Санто-Стефано